# Kotma
Kotma är en ort i Indien.   Den ligger i delstaten Madhya Pradesh, i den centrala delen av landet, 800 km sydost om huvudstaden New Delhi. Kotma ligger 535 meter över havet och antalet invånare är 31 756.
Terrängen runt Kotma är platt. Runt Kotma är det ganska tätbefolkat, med 214 invånare per kvadratkilometer. Det finns inga andra samhällen i närheten. Trakten runt Kotma består till största delen av jordbruksmark.